# هاينو هانسن
هاينو هانسن (بالدنماركية: Heino Hansen)‏ هو لاعب كرة قدم دنماركي في مركز الوسط، ولد في 24 سبتمبر 1947 في Gørlev Municipality ‏ في الدنمارك. شارك مع منتخب الدنمارك لكرة القدم. أما مع النوادي، فقد لعب مع نادي بروسيا مونستر ونادي سانت باولي ونادي نايستفيد.

## وصلات خارجية
- هاينو هانسن على موقع قاعدة بيانات كرة القدم.إي يو (الإنجليزية)
- هاينو هانسن على موقع بيانات كرة القدم. دي إي (الألمانية)
- هاينو هانسن على موقع ناشيونال فوتبول تيمز (الإنجليزية)
- هاينو هانسن على موقع عالم كرة القدم.نت (الإنجليزية)
- هاينو هانسن على موقع أوليمبيديا (الإنجليزية)